# Show Me The Money 2
《Show Me The Money 2》(쇼미더머니 2)는 대한민국의 케이블 방송국 Mnet에서 방송된 힙합 가수 공개 오디션 프로그램이다. 총 9부작으로 방송되었으며, MC는 시즌 1을 진행했던 은지원이 이어서 맡았다. 첫 시즌과는 다른 방식을 택한 두 번째 시즌은 가리온의 MC 메타가 메타 크루를, 듀스의 이현도 (D.O)가 D.O 크루를 결성하여 참가한 래퍼들을 영입하여 공연을 펼쳐 관객들이 책정한 공연비로 승리 크루를 정하고 탈락 크루에서 최저 공연비를 얻은 팀이 탈락하는 방식으로 진행된다. 스윙스, 매드 클라운, 제이켠, 우탄 등 현역 언더 래퍼들의 출연으로 논란을 일으키도 하였다. 3차 경연 결과 (메타 크루)가 (D.O 크루)를 3:0으로 압승하였다. 5차 경연 결과 소울다이브가 최종 우승하였다.

## 출연진 (크루 구성)
| 프로듀서 | 소울 다이브, 아웃사이더 | 렉시, 배치기 |

## 공연 진출 팀
- 메타 크루
  - 프로듀서
    - MC 메타

  - 고정 크루
    - 아웃사이더, 소울다이브(넋업샨, 지토, 디테오)

  - 예선 통과 래퍼
    - 매드 클라운, 지조, 제이켠, 우탄, 콸라
- D.O 크루
  - 프로듀서
    - D.O

  - 고정 크루
    - 렉시, 배치기(탁, 무웅)

  - 예선 통과 래퍼
    - 스윙스, 딘딘, 칸토, 킹콩

| 순서     | 1차 공연      | 2차 공연                   | 3차 공연[3]          | 4차 공연 | 5차 공연 |
| -------- | ------------- | -------------------------- | -------------------- | -------- | -------- |
| 1R - 1   | 제이켠[M]     | 스윙스[D]                  | 아웃사이더 + 지조[M] |          |          |
| 1R - 2   | 배치기[D]     | 지조 + 제이켠[M]           | 스윙스[D]            |          |          |
| 2R - 1   | 소울다이브[M] | 배치기[D]                  | 소울다이브 + 우탄[M] |          |          |
| 2R - 2   | 스윙스[D]     | 매드클라운 + 아웃사이더[M] | 딘딘[D]              |          |          |
| 3R - 1   | 매드클라운[M] | 렉시 + 딘딘[D]             | 매드클라운[M]        |          |          |
| 3R - 2   | 딘딘[D]       | 소울다이브[M]              | 제이켠 + 킹콩[D]     |          |          |
| 4R - 1   | 지조[M]       | 킹콩[D]                    |                      |          |          |
| 4R - 2   | 렉시[D]       | 우탄[M]                    |                      |          |          |
| 5R - 1   | 아웃사이더[M] |                            |                      |          |          |
| 5R -2    | 칸토[D]       |                            |                      |          |          |
| 승리크루 | 메타 크루     | 메타 크루                  | 메타 크루            |          |          |
| 탈락팀   | 칸토          | 배치기                     | 킹콩                 |          |          |

비고
- 위 순서는 공연순서를 말한다.
- 다음 색깔은 이 뜻이다.

    라운드별 승리팀
    승리크루(승리한 크루의 팀원들은 탈락을 면제받는다.)
    탈락팀(패배한 크루에서 패배팀 중 최저 공연비를 기록한 팀은 탈락한다.)
- 메타 크루의 콸라, 우탄, D.O 크루의 조우진, 킹콩은 1차 공연에 진출하였으나 지명받지 못해 무대에 오르지 못하고 탈락하였다.
- 2차 공연에서 우탄과 킹콩이 재합류하여 합동 공연을 펼쳤다.
- M^메타 크루.
- D^D.O 크루.
- 3차 경연에서는 D.O 크루의 렉시와 메타크루의 제이켠이 맞교환 되었고, 렉시는 6회 방송 전에 《쇼미더머니2》에서 하차하였다.

## 결과
- 우승 : 소울다이브[1]
- 준우승 : 지조

| 순위      | 이름             | 예명                                      | 소속사                                                 | 소속크루/그룹 |
| --------- | ---------------- | ----------------------------------------- | ------------------------------------------------------ | --- |
| 1위       | 이한노           | 지토 (소울다이브)                         | 前C9, 前J2                                             | Speaking Trumpet, 78 Blocks, 라스트포엣츠에비뉴, 前브라운후드, 前소울다이브, 前POP, 前D&Z프로젝트, 前ProjectZ, 前MWC, 前2ndRound, 前Sound Maker |
| 1위       | 이성             | 디테오 (소울다이브)                       | 더피팩토리, 前C9, 前스탠다트, 前J2                     | Speaking Trumpet, 78 Blocks, 라스트포엣츠에비뉴, 前브라운후드, 前소울다이브, 前Dope Days, 前MWC, 前2ndRound, 前POP                              |
| 1위       | 배한준           | 넋업샨 (소울다이브), 이밀라국거리, 前한준 | 얼라이브, 포스웨이, 브랜뉴, 前마스터플랜, 前C9, 前J2   | Speaking Trunpet, 불한당, I.F, 前소울다이브, 前인피니트플로우, 前Napow                                                                          |
| 2위       | 민주홍           | 지조                                      | QUAN, 前터치다운                                       | 투게더브라더스 |
| Top4(3위) | 조동림           | 매드클라운, Daniel                        | 세임사이드, 前어베인, 前소울컴퍼니, 前스타쉽           | 前커먼콜드 |
| Top4(4위) | 문지훈           | 스윙스                                    | Just, Indigo, WEDAPLUGG, 前브랜뉴                      | 오버클래스, 前베지터블허슬러즈, 前업타운, 前IK                                                                                                  |
| Top8(5위) | 박천규           | 우탄                                      | VMC                                                    | VMC |
| Top8(6위) | 김정태           | 제이켠, Cox Billy, 前정견                 | GRVVONLY                                               | 다이아몬드트라이브, 前럭키제이 |
| Top8(7위) | 임철             | 딘딘                                      | 소비어스                                               | |
| Top8(8위) | 신옥철           | 아웃사이더                                | 이나키스트, 前오앤오, 前스나이퍼, 前블록버스터, 前아싸 | 前반쪽날개, 前I.D Technic, 前클래스S, 前옥타곤                                                                                                  |
| Top9      | 김혜연           | 킹콩                                      | 3L, 前코코넛크랩, 前바나나, 前파고                     | 쿨러닝, 前피즈 팝 |
| Top10     | 황유나, 前황효숙 | 렉시                                      | 前레드라인, 前YG                                       | 前YG패밀리 |
| Top11     | 정무웅           | 무웅 (배치기), 前Zenio7                   | 367, 前YMC, 前스나이퍼                                 | 배치기, 前Buddha Baby |
| Top11     | 이기철           | 탁 (배치기), 前TakTak36                   | 367, 前YMC, 前스나이퍼                                 | 배치기, 前Buddha Baby |
| Top12     | 최광렬           | 칸토                                      | 브랜뉴                                                 | 트로이 |
| Top14     | 신대웅           | yovng trucker, 前콸라                     | 슈퍼잼                                                 | 오사마리 |
| Top14     | 조우진           |                                           | Down For It, 前쇼파르, 前UK                            | |
| Top25     | 김필원           | 에스큐                                    | 케이사운드                                             | 비글, 케이몬 |
| Top25     | 심혜지           | Deep $ea, 前캐스퍼                        |                                                        | |
| Top25     | 정태균           | 마블제이                                  | All Right                                              | 대남협, 추월차선 |
| Top25     | 김준희           | 쥬시                                      | 前스타덤                                               | 前이블 |
| Top25     | 권민식           | 식케이                                    | H1GHR                                                  | YELOWS MOB, OTC |
| Top25     | 이동우           | 마일로                                    |                                                        | High Level Crew, Astro |
| Top25     | 김규완           | 케이케이, 前Add9                          | BROFIT, 前스나이퍼, 前블록버스터, 前달과별             | KNL |
| Top25     | 김민기           |                                           |                                                        | |
| Top25     | 이상용           | 제네 더 질라, 前ZNSY                      | Ambition                                               | Young Thugs Club, S+FE, YTC4LYF, FLOCC |
| Top25     | 이정우           | 사포                                      | 오앤오, 前파브릭, 前루키즈게임                         | 태도, 사포와갈대 |
| Top25     | 이규하           | 비올                                      | 고씨네카레, 피브로, 前오앤오, 前루키즈게임             | 브라더스플레이, 前레이블라우즈 |
| Top25     | 김재후           | Ceejay, Jaysofresh                        | 와잇티즈, 前102                                        | 후레쉬 보이즈, MBP |
| Top25     | 박상규           |                                           |                                                        | |
| Top25     | 김연지           | 페이퍼돌                                  |                                                        | |
| Top25     | 이준영           | 넉살, 前넉살 꼬마                         | VMC                                                    | VMC, RHYDMEKA, 前GUE, 前퓨쳐헤븐, 前쌔끈보이즈                                                                                                  |